# 马来西亚青年博物馆
马来西亚青年博物馆（英語：Malaysia Youth Museum）是一家位于马来西亚马六甲州马六甲市的博物馆。专门展示马来西亚青年为国家取得的经济和社会的贡献。

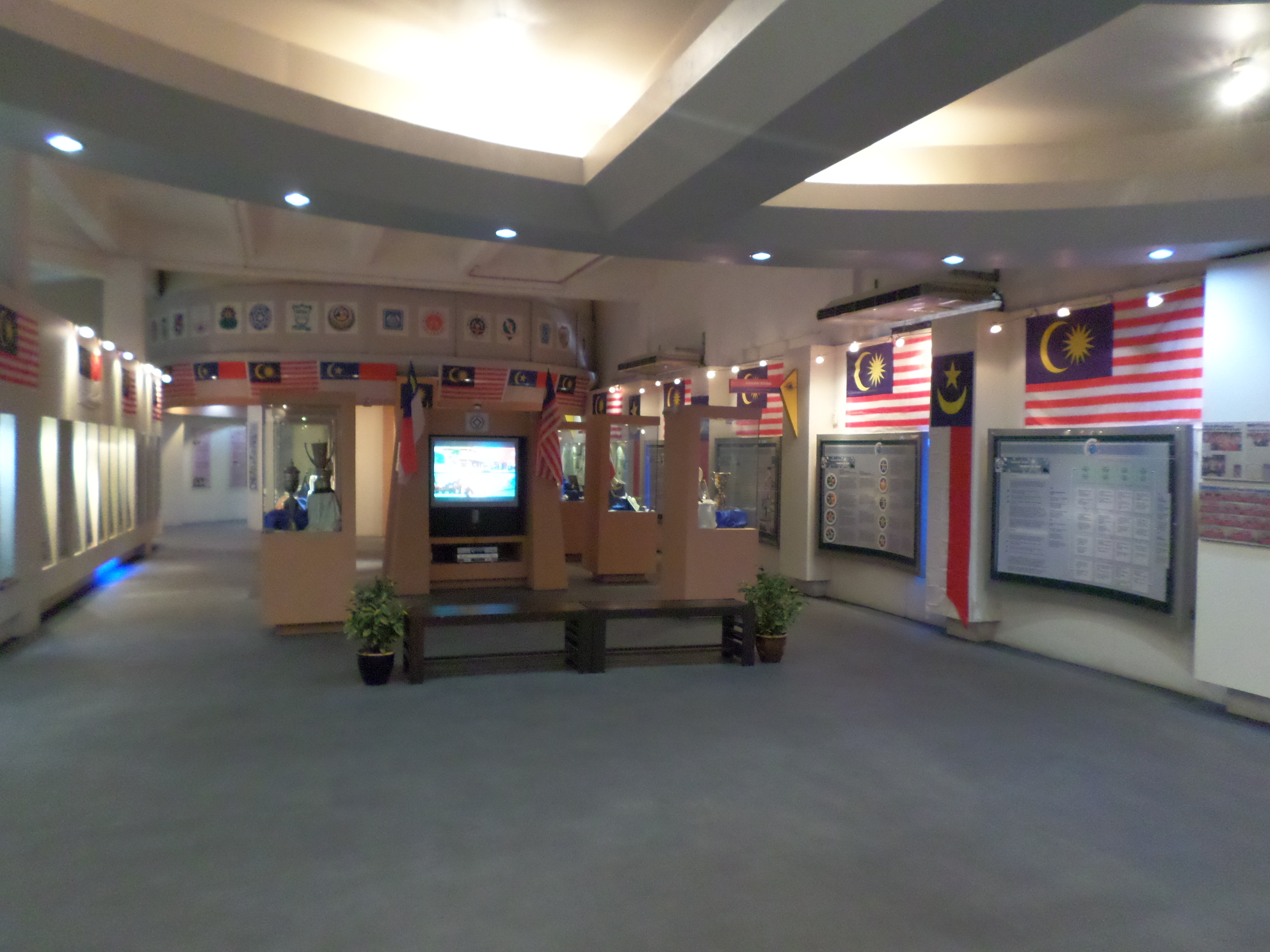
马来西亚青年博物馆展览厅

博物馆大楼曾在荷兰统治马六甲时期用作荷兰行政办公室。后来被改造成邮局，并于1931年成为英华学校（Anglo-Chinese School）。1992年4月15日，时任马来西亚首相马哈迪·莫哈末为这座建筑成为马来西亚青年博物馆主持开幕。